# Aleksander Brzosko

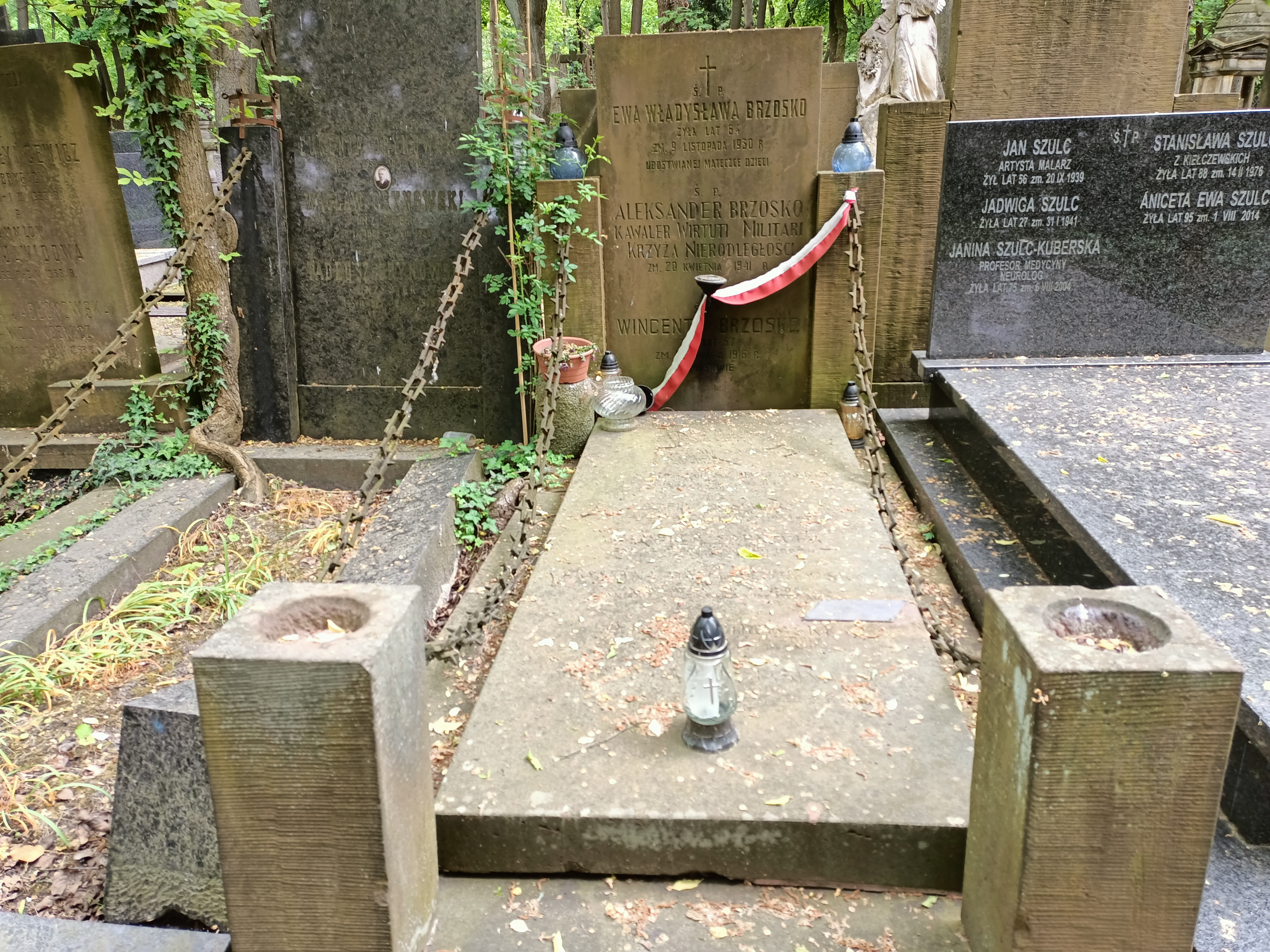
Grób Aleksandra Brzoski na cmentarzu Powązkowskim

Aleksander Stanisław Brzosko (ur. 14 grudnia 1899 w Krzywdzie, zm. 20 kwietnia 1941 w Warszawie) – podporucznik piechoty Wojska Polskiego, działacz niepodległościowy, kawaler Orderu Virtuti Militari.

## Życiorys
Urodził się 14 grudnia 1899 w Krzywdzie, w ówczesnym powiecie łukowskim guberni siedleckiej, w rodzinie Wincentego Konstantego (ur. ok. 1859, zm. 19 marca 1916 w Moskwie) i Ewy Władysławy z Maruszyńskich (ur. ok. 1866, zm. 9 listopada 1930). Był bratem Władysława (ur. 26 lutego 1896) i Wincentego (ur. 1 października 1898), legionistów, poległych 5 lipca 1916 w bitwie pod Kostiuchnówką, pośmiertnie odznaczonych Krzyżem Niepodległości oraz Eugeniusza (1892–1941), zamordowanego w KL Auschwitz, Izabeli ps. „Szarotka” (1904–1987), łączniczki Zgrupowania Żubr, żony Wacława Sarneckiego (1896–1940), majora łączności Wojska Polskiego, zamordowego w Charkowie i Zofii po mężu Owsionka (1895–1970).
Aleksander 15 listopada 1915 został przyjęty do Legionów Polskich i przydzielony do Batalionu Uzupełniającego w Jastkowie, a następnie do Batalionu Uzupełniającego Nr II. 15 stycznia 1916 odszedł na front do 2 Pułku Piechoty. 1 maja tego roku samowolnie opuścił 6. kompanię i przeniósł się do 6. kompanii 5 pułku piechoty. Później został awansowany na kaprala.
13 kwietnia 1931 prezydent RP mianował go podporucznikiem rezerwy ze starszeństwem z 29 listopada 1930 i 14. lokatą w korpusie oficerów piechoty, a minister spraw wojskowych wcielił do 21 pułku piechoty w Warszawie. W 1934, jako oficer rezerwy pozostawał w ewidencji Powiatowej Komendy Uzupełnień Warszawa Miasto III i nadal posiadał przydział w rezerwie do 21 pp. Od 1928 pracował w Pocztowej Kasie Oszczędności w Warszawie, w charakterze urzędnika z VII grupą uposażenia.
Zmarł 20 kwietnia 1941 w Warszawie. Został pochowany w grobie rodzinnym na cmentarzu Powązkowskim w Warszawie.
Był żonaty, miał dwie córki: Krystynę Marię (ur. 17 marca 1924) i Marię Kazimierę (ur. 2 lutego 1932).

## Ordery i odznaczenia
- Krzyż Srebrny Orderu Wojskowego Virtuti Militari nr 6534 – 17 maja 1922[17][18][1][19][20][21]
- Krzyż Niepodległości – 15 czerwca 1932 „za pracę w dziele odzyskania niepodległości”[22][2]
- Krzyż Walecznych – 1922 „za udział w b. Legionach Polskich”[23]